# ルクレツィア・バルベリーニ
ルクレツィア・バルベリーニ（Lucrezia Barberini, 1628年10月24日 - 1699年8月24日）は、イタリアのモデナ公フランチェスコ1世・デステの3番目の妻。

## 生涯
教皇ウルバヌス8世の甥にあたるパレストリーナ公タッデオ・バルベリーニと、その妻でパリアーノ公フィリッポ1世・コロンナの娘であるアンナ・コロンナ（1601年 - 1658年）の間の第1子、長女 。
1654年10月14日、ロレートのサントゥアリオ・デッラ・サンタ・カーザにおいて、フランチェスコ1世と結婚した。夫は既にマリーア・ファルネーゼとその妹のヴィットーリア・ファルネーゼと死別し、これが3度目の結婚であった。この縁組は、カストロ戦争で互いに敵方について戦ったエステ家とバルベリーニ家の間の対立関係を解消するための政略結婚だった。夫妻の間には1人息子のリナルド（1655年 - 1737年）が生まれ、リナルドは1694年にモデナ公爵家の家督を継いでいる。